# Lac-Simon (reservat)
Lac-Simon eller på algonkinska Simo Sagahigan är ett reservat för algonkiner och en tätort (centre de population) i provinsen Québec i Kanada. Det ligger i regionen Abitibi-Témiscamingue, i den sydöstra delen av landet, 300 km norr om huvudstaden Ottawa. Landarean är 3,1 kvadratkilometer.